# Phantasy Star Online: Blue Burst
 (janvier 2015).
Si vous disposez d'ouvrages ou d'articles de référence ou si vous connaissez des sites web de qualité traitant du thème abordé ici, merci de compléter l'article en donnant les références utiles à sa vérifiabilité et en les liant à la section « Notes et références ».
Phantasy Star Online: Blue Burst est un jeu vidéo sorti sur PC en 2004 au Japon et en 2005 en Europe et aux États-Unis.

Il s'agit d'un portage du jeu Phantasy Star Online: Episode I and II sorti sur GameCube et Xbox et constitue un remake des deux premiers épisodes de Phantasy Star Online sortis sur Dreamcast.

Il faut le différencier de l'épisode déjà sorti sur PC en 2001, qui était uniquement un portage du premier épisode.
- Voir articles Phantasy Star Online et Phantasy Star Online Ver.2 pour le détail de ces jeux.